# Akhmed Kotijev
Akhmed Jakubovitj Kotijev (russisk: Ахмед Якубович Котиев, født 15. januar 1968 i Vladikavkas) er en tidligere professionel bokser fra Rusland. Han har været verdensmester i WBO-regi.
Hans professionelle karriere begyndte i 1991 i Moskva med to sejre på points. Allerede i sin tredje kamp boksede han om det russiske mesterskab, men tabte i letweltervægt på points til Viktor Baranov. I juli 1994 besejrede han i Berlin den dobbelte EM-udfordrer Mark McCreath. I en kamp mod Mark Ramsey vandt han i maj 1995 det ledige WBC - mesterskab i Weltervægt. I januar 1998 fulgte hasn denne titel op med den interkontinentale Mestertitel hos WBO med en knockout - sejr over belgieren Douglas Bellini.
Med en pointsejr ved enstemmighed blandt dommerne mod den hidtil ubesejrede amerikaner Leonard Townsend (29-0) i februar 1998 i Stuttgart vandt han WBO's verdensmesterskab. Han forsvarede denne titel i mai 1998  med en enstemmig sejr over argentineren Paulo Sánchez (22-3) og ligeledes i november mod Santos Cardona fra Puerto Rico,(37-7).  I april 1999 vandt han på knockout over Peter Malinga (24-4) og i november 1999 på points mod Daniel Santos (21-1). I en revanchekamp i maj 2000 tabte han sin VM - titel til Santos, som vandt på knockout. Herefter indstillede Akhmed Jakubovitj Kotijev sin karriere.